# Sana Klinikum Hameln-Pyrmont
Das Sana Klinikum Hameln-Pyrmont ist ein Krankenhaus in der Stadt Hameln in Niedersachsen. Es verfügt über einen Hubschrauberlandeplatz und ist Notarztstandort. Das Krankenhaus ist Lehrkrankenhaus der Medizinischen Hochschule Hannover mit 12 Plätzen für Medizinstudenten im Praktischen Jahr und betreibt eine Krankenpflegeschule und eine Hebammenschule. Im Krankenhaus stehen insgesamt 428 Betten zur Verfügung. Jährlich werden 20.000 stationäre und 25.000 ambulante Patienten von 1100 Mitarbeitern versorgt.

## Geschichte
Das Stadtkrankenhaus Hameln entstand 1891 am Standort „an der Weser“ aus dem 1861 für Kriegsversehrte gegründeten Invalidenhaus mit zunächst 25 Betten. Durch Um- und Anbauten in den Jahren 1922, 1923 und nach 1945 wurde es kontinuierlich vergrößert (1923: 120 Betten, 1947: 350 Betten, 1963: 500 Betten).
Das Kreiskrankenhaus Hameln am Standort Wilhelmstraße wurde nach Umbau eines Garnisonslazaretts 1921 mit zunächst 55 Betten eröffnet. Nach Neu- und Umbauten in den Jahren 1932 bis 1934 und 1963 bis 1965 hatte das Kreiskrankenhaus 150 Betten, 1965 insgesamt 300 Betten.
Nach der Gebietsreform wurde das Stadtkrankenhaus vom Landkreis Hameln-Pyrmont übernommen und zum 1. Januar 1973 mit dem Kreiskrankenhaus zum „Krankenhaus des Landkreises Hameln-Pyrmont“ organisatorisch zusammengeführt. Dieses hatte 1973 insgesamt 800 Betten. Die beiden großen Disziplinen Chirurgie und Innere Medizin wurden zunächst noch über zwanzig Jahre an beiden Standorten vorgehalten. 1991 wurde seitens des Kreistages beschlossen, das Krankenhaus an einem Standort an der Weser zu zentralisieren. Die Neubauarbeiten begannen am 15. September 2003. Ende 2010 wurde die Zusammenführung der Abteilungen am Standort an der Weser abgeschlossen.

Ehemaliges Logo des kommunalen Kreiskrankenhauses Hameln

2005 erwirtschaftete das Kreiskrankenhaus Hameln einen Jahresfehlbetrag von 699.000 Euro und hatte zusammen mit Vorjahresdefiziten einen Bilanzverlust von insgesamt 3,5 Millionen Euro.
2006 wurde das Kreiskrankenhaus Hameln in eine Gesellschaft mit beschränkter Haftung überführt. Alleiniger Eigentümer der Gesellschaft war bis zum 31. Dezember 2008 der Landkreis Hameln-Pyrmont. Unter dem Dach der neuen Gesundheitseinrichtungen Hameln Pyrmont GmbH sind das Kreiskrankenhaus, das Seniorenheim „Zur Höhe“ und der Bereich Managementdienstleistungen eingegliedert. Geschäftsführer der GmbH war bis Anfang 2009 Klaus-Helmut Jelinek.
Am 28. Oktober 2008 hat der Kreistag mit großer Mehrheit beschlossen, 49 Prozent der Anteile der Gesundheitseinrichtungen Hameln-Pyrmont GmbH an die Sana Kliniken AG zu verkaufen. 2008 standen 443 Planbetten zur Verfügung und es wurden 21.211 Patienten stationär behandelt und 42.608 Fälle ambulant. Insgesamt waren 2008 im Kreiskrankenhaus Hameln 1.135 Mitarbeiter beschäftigt, davon 125,6 Ärzte (Vollkräfte).
Seit dem 1. Januar 2009 ist das frühere Kreiskrankenhaus Hameln Teil des Sana-Konzerns zunächst mit einer Minderheitsbeteiligung der Sana Kliniken AG. Geschäftsführer waren Marco Kempka und Ralf Paland. Am 13. März 2010 hat der Kreistag beschlossen weitere 2 % der Anteile zu veräußern, so dass die Sana Kliniken AG nunmehr 51 % der Anteile hält.
Am 25. August 2010 wurde die Umbenennung in Sana Klinikum Hameln-Pyrmont vollzogen. Mit dem Wechsel folgte auch die Änderung der Trägerschaft von öffentlich zu privat. 2010 wurden 21.554 Patienten stationär behandelt. Die Zahl der ambulanten Patienten belief sich auf 43.324 Fälle (darunter auch ambulante Operationen).
Der Standort Wilhelmstraße ist im Juni 2012 in einen Gesundheitscampus umgewandelt worden.
Die ambulanten Operationen des Sana Klinikums finden seitdem im Ambulanten OP-Zentrum Wilhelmstraße (AZW) statt. Der private Krankenhausträger Ameos betreibt dort, als einer der Mieter, eine psychiatrische Tagesklinik und bietet stationäre psychiatrische Versorgung an.

## Ärztliche Direktoren
- bis 1989: Harro Hermann Chelius
- 1990–1996: Eckart Foelsch
- 1997–2003: Hanstheodor Zöckler
- 2003–2010: Helmuth Schmidt
- seit 2010: Sixtus Allert

## Geschäftsführer
- 1991 – Februar 2009: Klaus-Helmut Jelinek
- seit März 2009: Marco Kempka und Ralf Paland
- seit Oktober 2013: Marco Kempka
- 1. Juli 2022 bis 31. August 2022 Angela Bartels (interimsweise)
- seit 1. September 2022 Matthias Dürkop

## Abteilungen
- Allgemein- und Viszeralchirurgie
- Anästhesie und Intensivmedizin
- Augenheilkunde (Belegabteilung)
- Gynäkologie und Geburtshilfe
- Brustzentrum
- Hepato-Gastroenterologie
- Gefäßchirurgie
- HNO (Belegabteilung)

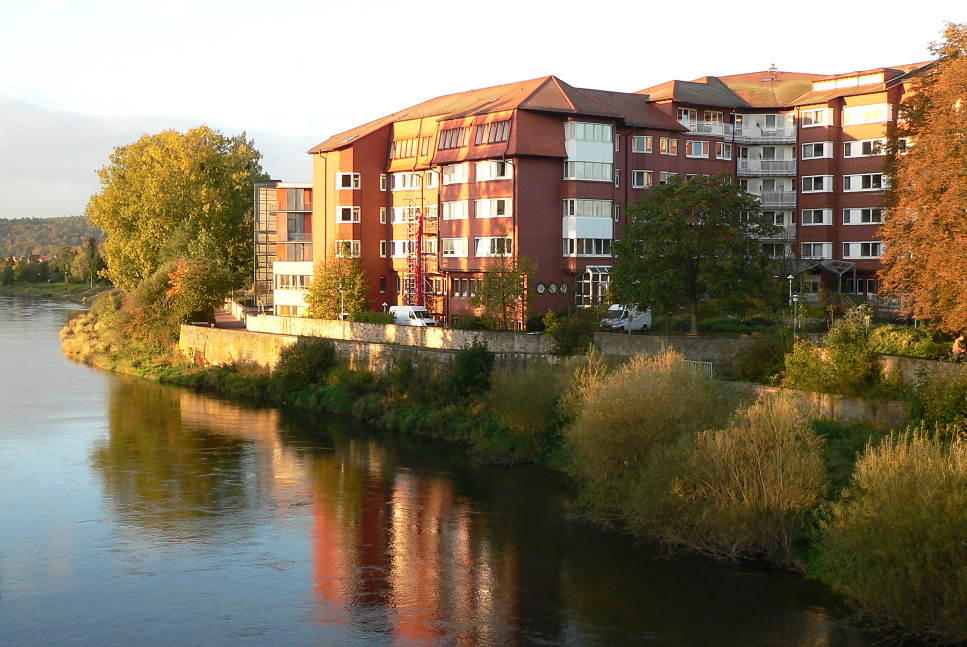
Krankenhausbau an der Weser

- Kardiologie und internistische Intensivmedizin
- Kinder- und Jugendmedizin
- Mund-Kiefer-Gesichtschirurgie (Belegabteilung)
- Hämatologie und Onkologie
- Pathologie (Praxis)
- Plastische und Ästhetische Chirurgie, Handchirurgie
- Radiologie (Abteilung und Praxis)
- Orthopädie und Unfallchirurgie
- Urologie
- Zentrallabor

## Spezielle medizinische Untersuchungs- und Behandlungsverfahren
- Extrakorporale Stoßwellentherapie (Nierensteine)
- Gewinnung und Transplantation von Stammzellen (Tumorbehandlung)
- Strahlentherapie (Praxis)